# Jagdschloss Friedrichsmoor

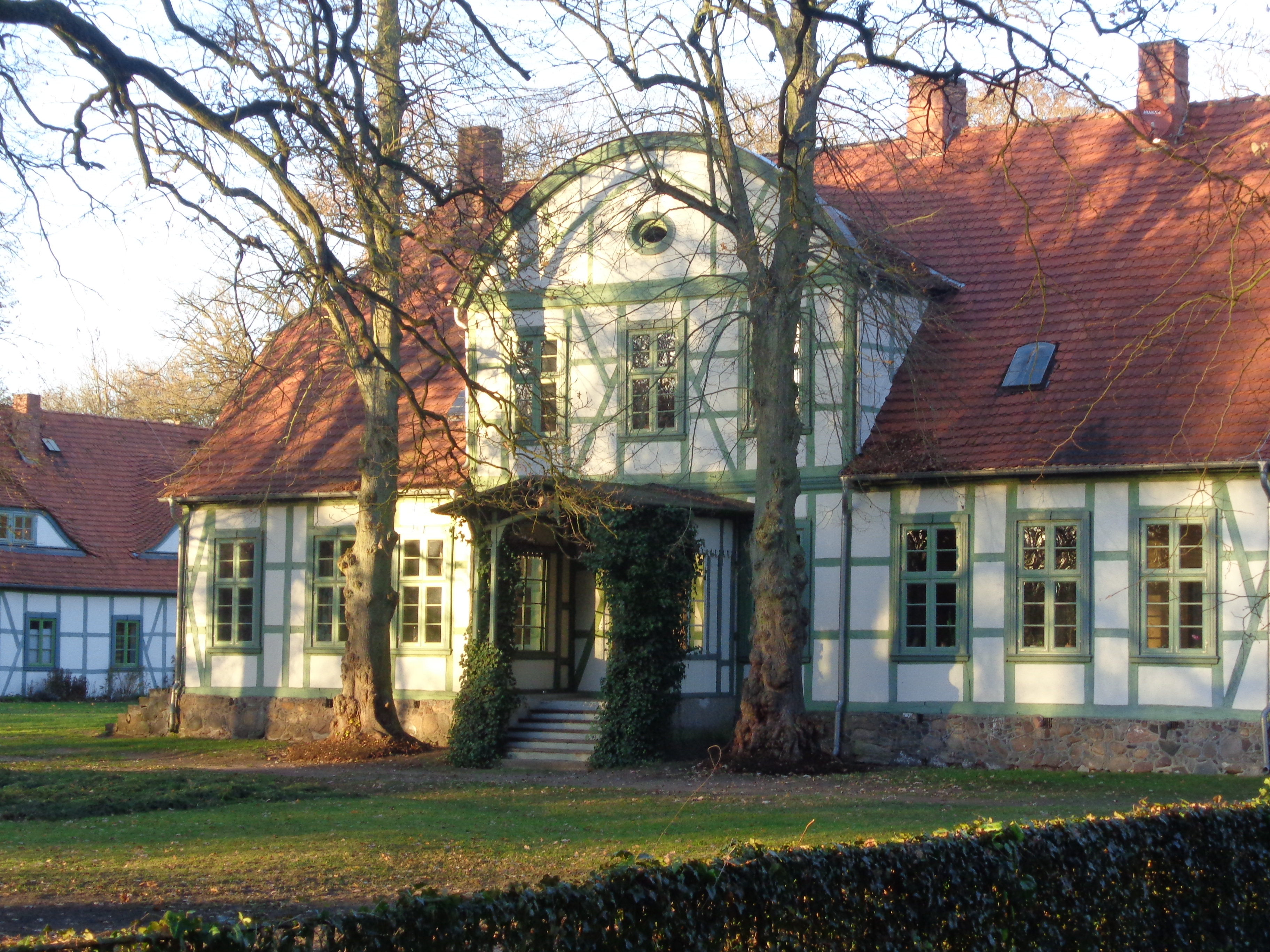
Friedrichsmoor

Das Jagdschloss Friedrichsmoor befindet sich im gleichnamigen Ortsteil von Neustadt-Glewe inmitten der Lewitz in Westmecklenburg und war Jagdsitz mecklenburgischer Herzöge. Die nur dünn besiedelte Lewitz war ein ideales Jagdgebiet. Heute ist das Jagdschloss umgeben von alten Eichen. Nördlich fließt der Breite Graben am Schloss vorbei und es schließt sich ein Laubwald an das Schlossgelände an.

## Geschichte

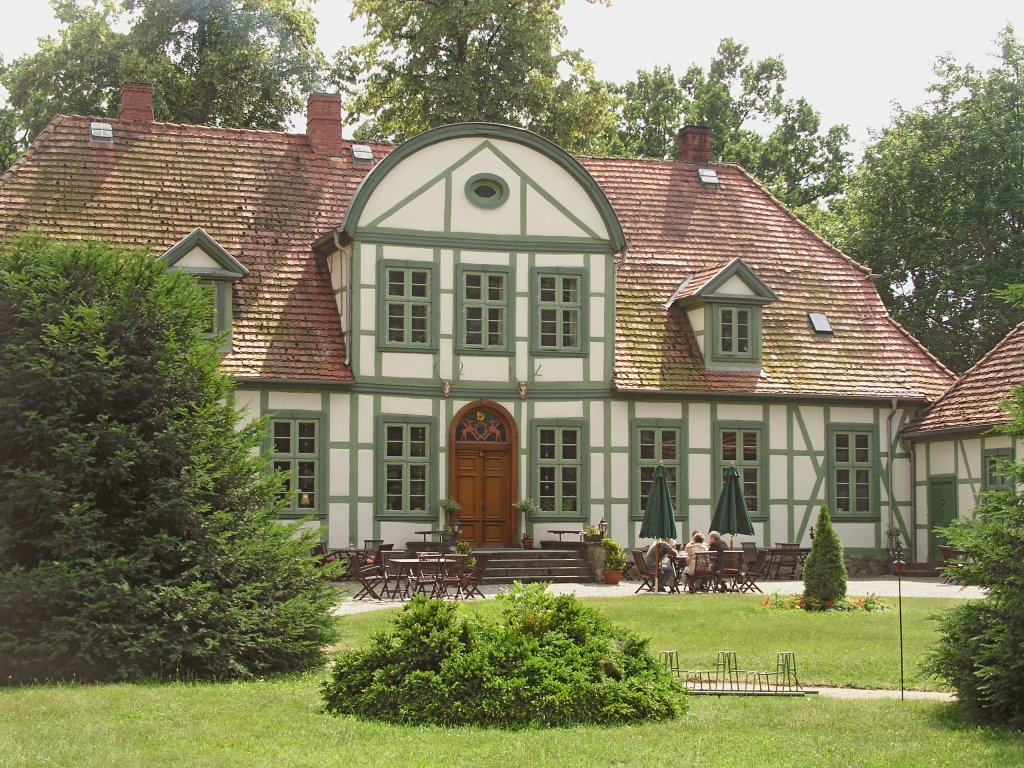
Friedrichsmoor (Nordseite)

Um 1704 ließ Friedrich Wilhelm I. (Mecklenburg) eine in schwedischer Manier mit Eichenbrettern verkleidete und bemalte Blockhütte als Jagdhaus an der Stelle des heutigen restaurierten Jagdschlosses errichten. Baumeister war angeblich der Ingenieur-Kapitän Jacob Reutz, der auch für die Bebauung der Schweriner Schelfstadt und deren Schelfkirche verantwortlich zeichnete. Nach einer alten Havemannschen Chronik wurde das Jagdhaus mit aufeinandergelegten Balken errichtet. Die Fugen mit Moos abgedichtet, die Wände außen mit Eichenbrettern verkleidet und angemalt. Die Anlage bestand aus dem Corps de logis mit zwei Stockwerken und beiden nur eingeschossigen Flügeln. Im Essensaal hatte der Herzog alle seine alten Jäger in Lebensgröße abconterfeyen lassen, die sehr ähnlich getroffen sind .... Das Dach des Corps de logis war mit Holzschindeln gedeckt. Wie Schmiederechnungen belegen, muss das Jagdhaus 1709 fertiggestellt gewesen sein. Vom alten Jagdhaus ist nichts mehr erhalten geblieben.
1791 ließ Herzog Friedrich Franz I., erster Großherzog von Mecklenburg-Schwerin, auf dem Platz des alten Jagdhauses in Friedrichsmoor sein neues Jagdschloss aus Fachwerk errichten. Die eingeschossige Dreiflügelanlage wurde durch den Hofbaumeister Johann Christoph Heinrich von Seydewitz bis 1793 erbaut. Die Mitte der Hof- und Gartenfassade wurde jeweils durch einen dreiachsigen Dacherker mit halbrunden Blendgiebel hervorgehoben.

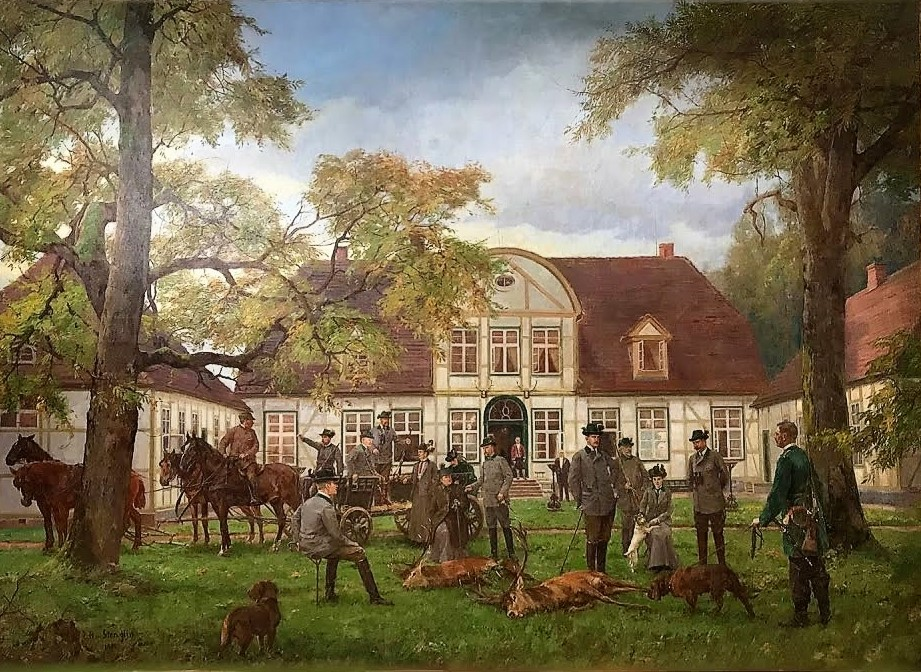
Gruppenporträt der Familie von Großherzog Friedrich Franz IV. von Mecklenburg-Schwerin vor Schloss Friedrichsmoor. (1911)

Zur Zeit des Baus herrschte Holzknappheit, da die Lewitz um 1770 fast vollständig entwaldet war. Die Förster des seit 1709 in Friedrichsmoor bestehenden Forstamtes, die das Bauholz zu besorgen hatten, sorgten im Laufe der Jahre für Wiederaufforstungen.
Bis 1918 diente das Gebäude ausschließlich Jagdzwecken der Landesherren. So war im 20. Jahrhundert die Hirschbrunft im September Höhepunkt der Jagd. Mit Ausnahme dieser vier bis sechs Wochen im Jahr stand das Gebäude leer. Vor der Jagdsaison wurden das Haus einmal jährlich herausgeputzt und die Innenwände mit Kalk geweißt. Für die Unterhaltung des Jagdschlosses waren die Oberförster zuständig. Namhafte Besucher waren unter anderem Kaiser Wilhelm I., Wilhelm II. und Reichskanzler Otto von Bismarck.
Ab 1957 wurde das FDJ-Jugendlager „Meliorationsobjekt Lewitz“ hier untergebracht, welches sich die Verbesserung der landwirtschaftlichen Bewirtschaftung des Gebietes zum Ziel gesetzt hatte. Danach war das Institut für Meliorationswesen der Universität Rostock Rechtsträger des Schlosses. Bis zur Wende blieb es Schulobjekt und Bürogebäude des VEB Meliorationsbau. Von  1991 bis Ende 2023 wurde das Jagdschloss, nach umfangreicher denkmalgerechter Sanierung als Restaurant, Café und Hotel genutzt. 
Einst gingen vom Schloss vier Schneisen als strahlenförmig Alleen aus, die heute nicht mehr zu erkennen sind. Größtenteils erhalten ist jedoch die 15 Kilometer lange, schnurgerade Verbindung zum Residenzschloss Ludwigslust.

## Sehenswertes
Seit 1964 befand sich im Mittelraum des Jagdschlosses mit der Freitreppe zum Garten die Szenentapete La chasse á Compiègne (Die Jagd von Compiegne), die um 1815 in Paris nach Entwürfen von Antoine Charles Horace Vernet bei der Firma Jaquemart&Bernard gedruckt wurde. Als vermutlich einziges erhaltenes Exemplar wurde die Tapete 1816 von Großherzog Friedrich Franz I. über eine Hamburger Firma erworben. Sie hing vormals im Jagdschloss Friedrichsthal nordwestlich von Schwerin. Dargestellt werden auf ihr fünf Szenen einer höfischen Rotwildjagd im Wald. Das Besondere der Tapete sind die roten Jagdröcke aus der Zeit Napoleons, die nach dessen Sturz 1815 verboten wurden. Nach erneuter Restaurierung befindet sich die Jagdtapete seit 2004 wieder an den Wänden des Gartensaals in Friedrichsmoor.